# V3 15センチ高圧ポンプ砲
V3 15センチ高圧ポンプ砲（V3 15センチこうあつポンプほう）は、第二次世界大戦にドイツで研究・開発された多薬室砲である。
「V3 15センチ高圧ポンプ砲」という名称は後述の計画名による通称で、砲自体はV3砲。「V3」という名称は、報復兵器第3号 (Vergeltungswaffe 3) に由来する。砲身は150メートルという長身におよび、砲身の側面には合計28個の薬室が取り付けられた。この薬室には、砲身に対して枝状に後退角が設けられている。
なお、ポンプを利用した火砲ではない。

## 開発経緯
本砲は、シュタールヴェルケ社のコンダー博士によって考案され、フランス沿岸から直接ロンドンを砲撃できる長距離砲として研究されていた。1943年初期に、当時の軍需大臣であったアルベルト・シュペーアを介してアドルフ・ヒトラーに提案がなされ、開発に至った。
このときの博士による提案は、砲弾となる15センチ有翼高性能炸薬ロケット弾の発射に際し、150メートルにおよぶ砲身側面に等間隔に合計28個の薬室を設置し、この薬室内の装薬が電気点火によって次々に燃焼しながら、得られる高圧ガスによって砲弾の発射速度を徐々に上げ、ロンドンまでの直線距離である152キロメートルまで砲弾を飛ばすといった内容であった。
この提案に強い関心をもったヒトラーは、フランスのカレー地方にこの長距離砲50門の建造を命令した。ポンプの開発計画に偽装するため、プロジェクト名は「Hochdruckpumpe（高圧ポンプ）」とされたほか、コードネームには「Fleißiges Lieschen（アフリカホウセンカ）」が用いられた。完成後は多数の薬室が並ぶ形状から「Tausendfüßler（ムカデ）」という渾名で呼ばれた。
1943年の夏頃からロンドンに最も近いフランスのカレー地方とマルキス・ミモイェーク地方に発射場であるミモイェーク要塞の工事が開始された。その一方、砲自体はドイツ国内にある陸軍ヒラースレーベン砲撃実験場にてコンダー博士による指導のもとで極秘に開発が進められ、この試作砲は別にバルト海に面するミシュドロイ方面にも設置されたほか、1943年末には専門の砲兵大隊の訓練が開始された。

## 山積する問題
しかし、試作砲の開発には多くの課題が残り、至難を極めた。弾道工学上からの砲弾形状の研究や、砲弾加速の際の側面薬室の電気点火タイミングの計算、発射時の高圧ガスのガス漏れ補正など、多くの課題が残されていた。その後、電気点火タイミングと砲弾が通過する際のガス漏れ補正は、砲弾底部に円筒形のガスシールを装着することで解決し、試作砲の発射実験では従来の計画通り、砲口初速で毎秒1,880メートルを達成できた。ところが、発射時の高圧に砲身自体が耐えられず、破損する問題が新たに浮上した。それでもなお開発は続行され、1944年5月に新砲弾が開発されると、試射実験では毎秒1,600メートルを記録した。最大射程も88キロメートルに延びたが、発射時の砲身破損は相変わらず続き、改良も含めて次期試射実験は同年7月まで延期となった。

## 基地の崩壊と計画の中止
戦局は徐々にドイツにとって不利となった。イギリス空軍は1940年のドイツ空軍との制空権争い（バトル・オブ・ブリテン）に勝利しており、それ以降の制空権は連合軍が優勢となった結果、1943年のフランス各地ではイギリス空軍による空襲が多発した。そして、1944年に入ると、イギリス空軍の第617飛行隊に配備されているランカスター爆撃機により、ミモイェークにある地下工場もV1飛行爆弾基地などと同様にトールボーイ地震爆弾などで徹底的に破壊されてしまった。
かろうじて東側の砲台は生き残るが、その後の連合軍によるノルマンディー上陸作戦によるフランスからのドイツ軍撤退により、V3によるロンドン砲撃はもはや不可能となった。さらに、ヒトラー自身の関心もV2ロケットなどの長距離弾道弾などに移行し、ついにV3によるロンドン砲撃計画は中止となった。

## その後
新砲弾・新砲身・新炸薬などの開発が成功していたにもかかわらず、V3は実戦配備に間に合わなかった。この一連の開発に対し、後に陸軍兵器局とコンダー博士による責任の擦り合いが起こる。
その後、親衛隊経済管理本部に所属していたハンス・カムラー親衛隊少将は本砲に注目し、ロケット部門の専門家であるヴァルター・ドルンベルガー少将に実用化を要請した。その結果、1944年12月には短砲身型の高圧砲が開発されている。この砲はドイツ軍による最後の攻勢作戦「バルジの戦い」で1944年から1945年の冬まで2門が使用されていたとされるが、ドイツ軍の撤退後にともに爆破されたとされる。

## 紹介番組
- 『ナチス巨大砲V3の謎』 (Nazi Supergun) - ナショナルジオグラフィックチャンネルで放送された[2]。